# Zelandomyia angusta
Zelandomyia angusta är en tvåvingeart som först beskrevs av Alexander 1923.  Zelandomyia angusta ingår i släktet Zelandomyia och familjen småharkrankar. Inga underarter finns listade i Catalogue of Life.